# National Speed Skating Oval
National Speed Skating Oval is een schaatshal voor het langebaanschaatsen in het Chinese Peking. De baan werd gebouwd in aanloop naar de Olympische Winterspelen 2022. Het is in maart 2024 de nummer 5 op de Lijst van snelste ijsbanen ter wereld.

## Grote kampioenschappen
- 2022 - Olympische Winterspelen
- 2026 - 4CK afstanden
- 2027 WK Afstanden

## Baanrecords
| Afstand              | Schaatser                                         | Land | Tijd     | Datum      |
| -------------------- | ------------------------------------------------- | ---- | -------- | ---------- |
| 500 m                | Jordan Stolz                                      | USA  | 34,27    | 29-11-2024 |
| 1000 m               | Jordan Stolz                                      | USA  | 1.07,62  | 30-11-2024 |
| 1500 m               | Kjeld Nuis                                        | NED  | 1.43,21  | 08-02-2022 |
| 3000 m               |                                                   |      |          |            |
| 5000 m               | Nils van der Poel                                 | SWE  | 6.08,84  | 06-02-2022 |
| 10.000 m             | Nils van der Poel                                 | SWE  | 12.30,74 | 11-02-2022 |
| Ploegenachtervolging | Daniil Aldosjkin Sergej Trofimov Roeslan Zacharov | ROC  | 3.36,62  | 15-02-2022 |
| 2×500 m              |                                                   |      |          |            |
| Sprintvierkamp       |                                                   |      |          |            |
| Minivierkamp         |                                                   |      |          |            |
| Kleine vierkamp      |                                                   |      |          |            |
| Grote vierkamp       |                                                   |      |          |            |

| Afstand              | Schaatsster                                       | Land | Tijd    | Datum      |
| -------------------- | ------------------------------------------------- | ---- | ------- | ---------- |
| 500 m                | Erin Jackson                                      | USA  | 37,04   | 13-02-2022 |
| 1000 m               | Miho Takagi                                       | JPN  | 1.13,19 | 17-02-2022 |
| 1500 m               | Ireen Wüst                                        | NED  | 1.53,28 | 07-02-2022 |
| 3000 m               | Irene Schouten                                    | NED  | 3.56,93 | 05-02-2022 |
| 5000 m               | Irene Schouten                                    | NED  | 6.43,51 | 10-02-2022 |
| 10.000 m             |                                                   |      |         |            |
| Ploegenachtervolging | Ivanie Blondin Valérie Maltais Isabelle Weidemann | CAN  | 2.53,43 | 15-02-2022 |
| 2×500 m              |                                                   |      |         |            |
| Sprintvierkamp       |                                                   |      |         |            |
| Minivierkamp         |                                                   |      |         |            |
| Kleine vierkamp      |                                                   |      |         |            |
| Grote vierkamp       |                                                   |      |         |            |

## Wereldrecord(s)
| Nr. | Discipline       | Naam              | Land   | Tijd     | Datum            |
| --- | ---------------- | ----------------- | ------ | -------- | ---------------- |
| 1.  | 10.000 meter (m) | Nils van der Poel | Zweden | 12.30,74 | 11 februari 2022 |

|  | = huidig wereldrecord |

gereden met de klapschaats